# Bella Block: Blackout
Blackout ist ein Kriminalfilm der Krimireihe Bella Block des Regisseurs Rainer Kaufmann aus dem Jahr 2006. In der Hauptrolle verkörpert Hannelore Hoger die Hamburger Hauptkommissarin Bella Block, die aufgrund ihrer fehlenden Erinnerung den begründeten Verdacht hegt, in betrunkenem Zustand Auto gefahren zu sein und dabei einen Menschen getötet zu haben.

## Handlung
Bella Block, ansonsten die Redseligkeit in Person, ist auffallend schweigsam. In ihr brodelt die schlimme Befürchtung, einen Menschen zu Tode gefahren und anschließend ihr Gedächtnis verloren zu haben. Wie sonst ist es erklärbar, dass sie keinerlei Erinnerung an den Vorfall hat, an dem am Ende eine tote Studentin zu beklagen ist? Diese ist nämlich tot auf dem Beifahrersitz eines Wagens gefunden worden, daneben lag die Handtasche der Kommissarin.
Erschwerend kommt der Umstand hinzu, dass Bella Block am Abend, an dem der Unfall geschah, eine Kulturveranstaltung besucht hat und dabei, vor lauter Frust wegen ihrer schlecht laufenden Beziehung zu ihrem Partner, wohl ein oder zwei Gläschen zu viel getrunken hat. Sie erinnert sich nur noch daran, wie sie auf der Veranstaltung mit der Studentin, die später tot in dem Wagen gefunden wurde, ein kurzes Gespräch begonnen hatte. Danach ist alles aus ihrer Erinnerung verschwunden.
In ihrer Manteltasche findet Bella Block ein Haarbüschel, das, wie sich herausstellt, von der toten Studentin stammt. Bella Block beginnt, sich die schlimmsten Vorwürfe zu machen. Oberstaatsanwalt Mehlhorn findet, dass die Indizien eigentlich reichen, um die Hauptkommissarin Bella Block umgehend ihres Dienstes zu entheben. Bis der Fall eine grundlegende Wendung erfährt, als bei der Obduktion der Leiche plötzlich eine bis dahin unbekannte Zwillingsschwester der getöteten Studentin auftaucht.

## Produktionsnotizen
Norbert Sauer produzierte für die UFA im Auftrag des ZDF. Gedreht wurde 2006 in Hamburg.

## Erscheinungstermine
Bella Block – Blackout wurde am 13. Januar 2007 erstmals im ZDF ausgestrahlt.

## Kritiken
TV Spielfilm ist der Ansicht, dass der Regisseur Rainer Kaufmann „[...] das Künstlermilieu, in dem der Film spielt, recht klischeehaft in Szene“ setze. Das Fazit der Programmzeitschrift lautet: „Doppelbödiges Zwillingsdrama“.
Rainer Tittelbach resümiert, dass der Film „[…] ein wahrnehmungspsychologisches Puzzle von großem Reiz“  sei. Des Weiteren ist der Kritiker der Ansicht, dass die Doppelrolle der Johanna Wokalek und die Kameraarbeit von Klaus Eichhammer dem Film die Krone aufsetzten.